# 147P/Кусиды — Мурамацу
Комета Кусиды — Мурамацу (147P/Kushida-Muramatsu) — короткопериодическая комета типа Энке, которая была открыта 8 декабря 1993 года японскими астрономами Ёшио Кусида и Осаму Мурамацу с помощью 25-сантиметрового телескопа обсерватории Яцугатаке. Она была описана как диффузный объект 16,5 m звёздной величины с центральной конденсацией и комой в 2 ' угловых минуты в поперечнике. Комета обладает довольно коротким периодом обращения вокруг Солнца — чуть более 7,4 года.
- Орбита кометы Кусиды — Мурамацу и её положение в Солнечной системе

## История наблюдений
Спустя всего несколько дней японский астроном Сюити Накано, использую позиции кометы, полученные в период с 8 по 12 декабря, рассчитал первую параболическую орбиту, согласно которой комета должна была пройти перигелий 26 ноября 1994 года. К 16 декабря было накоплено достаточно данных, чтобы он смог закончить расчёт эллиптической орбиты. После всех уточнений дата перигелия сместилась на 10 декабря, а период обращения оказался равным 7,4 года. Максимальной магнитуды в 15,0 m комета достигла к декабрю 1993 года, после чего начала медленно угасать, но ещё долгое время оставалась предметом наблюдения для многих астрономов, — в последний раз она наблюдалась 23 июня 1995 года американским астрономом Джеймсом Скотти с помощью 0,91-метрового телескопа обсерватории Китт-Пик, когда её общая магнитуда составляла 21,2 m, при яркости ядра 22,6 m.
В 1998 году, взяв за основу 204 позиций кометы, полученных за весь период наблюдений, и, учтя возможные возмущения со стороны Меркурия и Нептуна, а также Цереры, Паллады и Весты, Сюити Накано предсказал, что следующее возвращение кометы в перигелий произойдёт 29 апреля 2001 года. Комета была восстановлена примерно за полгода до этой даты, 3 октября 2000 года другим японским астрономом T. Oribe с помощью 1,03-метрового телескопа обсерватории Саджи. На тот момент комета представляла собой диффузный объект с магнитудой 20,2 m и небольшой комой 10 " угловых секунд в поперечнике. Точные координаты кометы указывали на необходимость корректировки расчётов всего на 0,04 суток. В этот раз комета была значительно слабее, чем в год открытия — её максимальная яркость лишь немногим превысила 20,0 m. Наблюдения за кометой продолжались до 20 марта 2002 года, когда её магнитуда снизилась до значения 21,2 m.
В период с июля 2000 года по июнь 2001 года международная группа учёных, возглавляемая французским астрономом П. Л. Лами, использовала космический телескоп Хаббл для изучения ядер некоторых удалённых комет. Комета Кусиды — Мурамацу также попала в этот список, — согласно результатам этого исследования диаметр её ядра составляет 0,26 км.
В очередной раз комета была восстановлена 21 декабря 2008 года с помощью 0,91-метрового телескопа в рамках проекта Spacewatch и имела магнитуду 19,8 m. В конце года она достигла максимальной яркости в 19,0 m, после чего начала затухать, вскоре после чего наблюдения были прекращены (28 февраля 2009 года).
Хотя комета имеет крайне незначительные размеры и низкую яркость, исследование эволюции её орбиты, проведённое группой японских астрономов и опубликованное в октября 200 8 года в журнале «Astronomy and Astrophysics» показало, что она всё же обладает одной интересной особенностью, — на протяжении 12,17+0,29
−0,27 лет в период с 14 мая 1949 года по 15 июля 1961 года комета входила в небольшую группу, так называемых квазихильдовых комет и, фактически, являлась нерегулярным спутником Юпитера. Орбиты квазихильдовых комет находятся в сильнейшем орбитальном резонансе 3:2 с Юпитером, что приводит к частым и чрезвычайно тесным сближениям с этой планетой. Согласно опубликованной японскими астрономами модели, комета вошла в окрестности Юпитера из внешней Солнечной системы примерно в 1949 году и трижды опасно приблизилась к поверхности планеты до 0,2 а. е., прежде чем была выброшена во внутреннюю Солнечную систему около 1962 года. Астрономы знают всего несколько комет, находящихся на подобных орбитах, например, предполагается, что комета 111P/Хелин — Романа — Крокетта, в период между 2068 и 2086 годами, совершит целых шесть оборотов вокруг Юпитера, прежде чем покинет свою орбиту. Но наиболее знаменитой из них, комете Шумейкеров — Леви 9, повезло гораздо меньше, — сближение с Юпитером в 1994 году привело к её разрушению и падению в глубины планеты.